# Ludwig Engländer
Ludwig Engländer (Viena, Àustria, 20 d'octubre de 1853 - Nova York, Estats Units, 13 de setembre de 1914) fou un compositor austríac.
Estudià el seu art en el Conservatori de Viena i després es traslladà als Estats Units, establint-se a Nova York, on des 1863 fins al 1902, va compondre les obres següents:
- Der Prinz gemahl, opereta en tres actes, llibret de Julius Hopp i Heinrich Bohrmann estrenada al Thalia Theatre, de Nova York, 11 d'abril de 1883;
- The Seven Ravens, en quatre actes, conte de fades romàntic, llibret de Emil Pohl, estrenada als Jardins de Niblo, Nova York, 8 de novembre de 1884;
- Madeleine or Die Rose der Champagne, opereta còmica en tres actes, llibret de Carl Hauser estrenada a Hamburg el 1888;
- The Passing Show, Revue Musical en tres actes, llibret de Sydney Rosenfeld;estrenada al Casino Theatre, de Nova York, el 12 de maig de 1894;
- A Daughter, of the Revolution, òpera còmica històrica, llibret de J. Cheever Goodwin estrenada al Broadway Theatre, Nova York el 27 de maig de 1895;
- The 20th Century Girl, òpera còmica en tres actes, llibret de Sydney Rosenfeld estrenada al Bijou Theatre, Nova York el 25 de gener de 1895, revisada i reposada el 6 de maig de 1895;
- The Caliph, òpera còmica en tres actes, llibret de Harry B. Smith estrenada al Broadway Theatre, Nova York, el 3 de setembre de 1896;
- Half a King, òpera còmica en tres actes, llibret de Harry B. Smith estrenada al Knickerbocker Theatre, de Nova York el 14 de setembre de 1896;
- In Gayest Manhattan, o Around New York in Ninety Minutes, vaudeville en 1 acte, llibret de Harry B. Smith, dues cançons de Matt Woodward (Koster & Bial's Music Hall), estrenada a Nova York el 2 de març de 1897;
- A Round of Pleasure, revue en tres actes, llibret de Sydney Rosenfeld, estrenada al Knickerbocker Theatre, Nova York, el 24 de maig de 1897;
- The Little Corporal, òpera còmica en tres actes, llibret de Harry B. Smith estrenada al Broadway Theatre de Nova York el 19 de setembre de 1898. Traduïda a l'alemany com Der kleine Korporal amb llibret de Carl Lindau, estrenada al Theater an der Wein, Viena, 1900;
- In Gay Paree, òpera còmica en tres actes, llibret de Clay M. Green;
- The Man in the Moon, òpera còmica en tres actes, llibret de Louis Harrison i Stanislaus Stange, estrenada al New York Theatre, Nova York el 24 d'abril de 1899, revisada com The Man In the Moon, estrenada el 3 d'octubre de 1899;
- The Rounders, vaudeville en tres actes, llibret de Harry B. Smith;
- The Casino Girl, comèdia musical en tres actes, cançons addicionals per Harry T. MacConnell i Nevin, llibret de Harry B. Smith, estrenada al Casino Theatre, Nova York el 9 de juny de 1900.
- The Cadet Girl, comèdia musical en tres actes, llibret de Harry B Smith, adaptació francesa com Les demoiselles de Saint-Cyriens per Paul Gevault i Victor de Cottens estrenada al Herald Square Theatre, Broadway, 25 de juliol de 1900;
- The Monks of Malabar, comèdia musical en tres actes, llibret de J. Cheever Goodwin, estrenada al Knickerbocker Theatre, Nova York el 14 de setembre de 1900;
- The Belle of Bohemia comèdia musical en dos actes, llibret de Harry B. Smith, estrenada al Casino Theatre, Nova York el 24 de setembre de 1900;
- The Strollers, comèdia musical en dos actes, llibret de Harry B. Smith, estrenada al Knickerbocker Theatre, Nova York, 24 de juny de 1901;
- The New Yorkers, comèdia musical en dos actes llibret de Glen MacDonough estrenada al Herald Square Theatre, Nova York, 7 d'octubre de 1901;
- Sally in Our Alley comèdia musical en dos actes, llibret de George V. Hobart estrenada al Broadway Theatre, Nova York, 29 d'agost de 1902;
- The Wild Rose, comèdia musical en dos actes, llibret de B. Smith i George V. Hobart, estrenada al Knickerbocker Theatre, Nova York, 5 de maig de 1902.
- The Jewel of Asia comèdia musical en dos actes, llibret de Frederick Ranken i Harry B. Smith, estrenada al Criterion Theatre, Nova York, 16 de febrer de 1903;
- The Office Boy, comèdia musical en dos actes, llibret de Harry B. Smith, estrenada al Hammerstein's Victoria Theatre, Nova York, el 2 de novembre de 1903;
- A Girl From Dixie, comèdia musical en dos actes llibret del mateix compositor;
- A Madcap Princess, òpera còmica en tres actes, llibret de Harry B. Smith, basada en la novel·la When Knightwood Was in Flower de Charles Major estrenada al Knickerbocker Theatre, Nova York, 5 de setembre de 1904;
- The Two Roses, òpera còmica en dos actes, llibret de Stanislaus Stange basada en She Stoops to Conquer d'Oliver Goldsmith, estrenada al Broadway Theatre, Nova York, 21 de novembre de 1904;
- The White Cat, Drury Lane espectacle, llibret de J. Hickory Wood i Arthur Collins, estrenada al New Amsterdam Theatre, Nova York, 2 de novembre de 1905;
- The Rich Mr. Hoggenheimer comèdia musical en tres actes (interposant números de Jerome Kern, Paul West, William Jerome i Jean Schwartz), llibret de Harry B. Smith, estrenada al Wallack's Theatre, Nova York, 22 d'octubre de 1906;
- The Gay White Way, revue en tres actes, llibret de Sidney Rosenfeld i J. Clarence Harvey, estrenada al Casino Theatre, Nova York, 7 d'octubre de 1907;
- Miss Innocence, comèdia musical en dos actes, interpoland sons de diversos compositors amb llibret de Harry B. Smith, estrenada al New York Theatre, Nova York, 30 de novembre de 1908;
- Vielliebchen, opereta en tres actes, llibret de Rudolf Österreicher i Carl Lindau estrenada al Theater an der Wein, Viena (1911);
- Kittys Ehemänner, Opereta en 1 acte, llibret d'Emil Kolberg i Fritz Lunzer, Viena, 1912;
- Madame Moselle, comèdia musical en tres actes; (interpoland els sons "If I Should Love My Only Girl" de W. P. Chase) llibret d'Edward A. Paulton, estrenada al Sam S Shubert Theatre, Nova York, 23 de maig de 1914.